# Noturus crypticus
Noturus crypticus är en fiskart som beskrevs av Burr, Eisenhour och Grady 2005. Noturus crypticus ingår i släktet Noturus och familjen Ictaluridae. Inga underarter finns listade i Catalogue of Life.